# Heliobacteri
Heliobacterium, Gest i Favinger 1985, gen. nov. és el gènere tipus de la família Heliobacteriaceae.

## Algunes espècies
- Heliobacterium chlorum Gest i Favinger 1985.
- Heliobacterium gestii Ormerod et al. 1996, sp. nov
- Heliobacterium modesticaldum Kimble et al. 1996, sp. nov.
- Heliobacterium sulfidophilum Briàntseva et al. 2001, sp. nov.